# Covões
Covões ist ein Ort und eine ehemalige Gemeinde (Freguesia) im portugiesischen Kreis Cantanhede. Die Gemeinde hatte 2155 Einwohner (Stand 30. Juni 2011).
Am 29. September 2013 wurden die Gemeinden Covões und Camarneira zur neuen Gemeinde União das Freguesias de Covões e Camarneira zusammengeschlossen. Covões ist Sitz dieser neu gebildeten Gemeinde.